# Estación de Espinho
La Estación Ferroviaria de Espinho, también conocida como Estación de Espinho, es una plataforma de la línea del Norte, que sirve a la ciudad de Espinho, en Portugal.

## Descripción

### Localización y accesos
Esta plataforma se encuentra junto a la Avenida 8, en el interior de la localidad de Espinho.

## Historia

### Siglo XX
En 1903, la Compañía Real de los Caminhos de Ferro Portugueses ordenó que fuesen instalados, en esta plataforma, semáforos del sistema Nunes Barbosa, debido al bueno desempeño que este equipamiento tuvo en otras estaciones.
El 28 de agosto de 1902, la Compañía Real instituyó, a partir del 1 de septiembre, una parada de un minuto en esta estación, de los convoyes expressos entre Porto y Lisboa-Rossio.
En 1932, la Compañía de los Caminhos de Ferro Portugueses abrió un pozo en esta estación.